# Фосфатні руди
Фосфатні руди (рос. фосфатные руды, англ. phosphatic ores; нім. Phosphaterze n pl) — природні мінеральні утворення, які містять фосфор в таких сполуках і концентраціях, при яких їх промислове використання технічно можливе і економічно доцільне.

## Фосфатні руди у світі
Розробляються родовища з концентрацією Р2О5 в Ф.р. від 2-6 до 25-34 %. Ф.р. представлені г.ч. фосфоритами (92,8 %) і меншою мірою апатитами (7,2 %). Світові запаси Ф.р. бл. 180 млрд т (1990 р.). У перерахунку на Р2О5 світовий ресурсний потенціал оцінюється в 72,5 млрд т. (2003). Світові загальні запаси Р2О5 складають 17,4 млрд т, підтверджені — 6,9 млрд т. (2003). При цьому найбільш багатим континентом за підтвердженими запасами є Африка — 2475 млн т і Азія — 2506 млн т. Америка має 1945 млн т підтверджених запасів, Австралія — 39 млн т.
Загальні світові запаси Ф. р. (2-га пол. 2000-х рр.) по 79 країнах 78,3 млрд. т Р2О5 (з них 5,8 апатитів і 72,6 фосфоритів); підтверджені запаси 6,9 (1,4 апатитів і 5,5 фосфоритів), найбільші в Марокко (1,6), Росії (1), Алжирі (0,6), Китаї (0,4).
Ресурси фосфатних порід зустрічаються переважно у вигляді осадових морських фосфоритів. Найбільші осадові родовища знаходяться в
північній Африці, на Близькому Сході, в Китаї та Сполучених Штатах. Значні магматичні прояви знаходяться в Бразилії,
Канаді, Фінляндії, Росії та Південній Африці. Великі ресурси фосфатних порід були виявлені на континентальному
шельфі та на підводних горах в Атлантичному та Тихому океанах. 
Головні видобувні країни: США, РФ (переважають апатити — 80 %), Казахстан, Марокко, Китай (разом ці країни дають бл. 80 % світового видобутку руди), а також Туніс, Естонія, Того. Найбільшим у світі продуцентом і одночасно експортером фосфорних добрив є США (бл. 70 % світового ринку найбільш запитаного фосфорного добрива — діамофосу, 30-35 % світового виробництва фосфатного концентрату). При цьому основна частина фосфатів США (93-95 %) добувається на родовищах фосфоритових галечників Берегової Атлантичної рівнини в штатах Флорида і Північна Кароліна.

## Фосфатні руди в Україні
У 1980-90-х роках виявлено родовища Ф.р. в Україні, зокрема екзогенні зернисті фосфорити в Осиківському родовищі Донецької обл. (потужність пластів 3-10 м, вміст Р2О5 4-13 %), перспективними є зони в Чернігівській обл. та Придністров'ї. Ендогенні рідкіснометалево-апатитові формації встановлено в Новополтавському родовищі у Запорізькій обл. (Р2О5 4,3 % у корінному заляганні нефелінових сієнітів та карбонатитів, 8,1 % — у корі вивітрювання).
Державним балансом запасів мінеральної сировини України враховано 7 родовищ фосфоровмісних руд із загальними запасами (категорії А+В+С1) 2255 млн т руди, що містять 73357 тис. т Р2О5. Запаси категорії С2 складають 645 млн т руди або 17934 тис. т Р2О5.
Потреби України у фосфатних добривах оцінюються у 1,5 млн т Р2О5 на рік (оцінки 2005 р.).